# Juicy Couture

Juicy Couture logotyp

Juicy Couture är ett amerikanskt klädföretag som bildades av Gela Taylor och Pamela Skaist-Levy år 1997. Företaget är känt för sina populära tubklänningar, men särskilt sina mysset som finns i många färger. Det vanligaste materialet som används till Juicy Coutures kläder är velour. Några kändisar som använder kläder av märket är bland annat Jessica Simpson, Beyoncé, Paris Hilton, Britney Spears, Jessica Alba och Madonna. Juicy Coutures är också känd för sina vilda och vackra smycken och deras parfymer.